# Adelheid Steinmann
Pour les articles homonymes, voir Steinmann.
Adelheid Steinmann (née Holtzmann le 26 avril 1866 à Heidelberg et décédée le 20 janvier 1925) est une personnalité politique et féministe allemande. Elle est également l’épouse du géologue, paléontologue et botaniste Gustav Steinmann (de).

## Biographie
Adelheid Holtzmann est née dans une famille allemande intellectuelle, son père Heinrich Julius Holtzmann est théologien protestant et professeur d'université à Heidelberg et Strasbourg, où Albert Schweitzer fut son élève. Ses deux grands-pères étaient le théologien Karl Julius Holtzmann et l'historien Georg Weber (de). Ses frères sont l'historien Robert Holtzmann (de) et le médecin Friedrich Holtzmann (de).
En 1886, Adelheid épouse Gustav Steinmann. Le couple déménage alors à Iéna, puis à Fribourg-en-Brisgau en 1887 et à Bonn en 1906. À cette époque, elle commence à s’engager dans le mouvement féministe. En 1900, elle achève une analyse globale des droits des femmes au sein du grand-duché de Bade, premier État fédéral d'Allemagne à la soutenir. Elle fait partie des quatre femmes inscrites pour le semestre d'hiver 1899-1900 à l'université de Fribourg-en-Brisgau. Adelheid pouvait compter sur le soutien de son mari, alors vice-recteur de l'université.
De 1900 à 1914, Adelheid Steinmann est présidente de l'association Frauenbildung-Frauenstudium pour l’éducation des femmes en Allemagne. Après 1908, son travail se tourne de plus en plus vers la sphère politique ; l’un de ses objectifs est l'obtention du suffrage pour le femmes. À partir de 1912, elle travaille avec Julie Bassermann au sein du comité des femmes du Parti libéral national. En 1918, elle co-fonde le Parti démocrate allemand (DDP) et en devient la vice-présidente. La présidence est alors assurée par Friedrich Naumann.
Après l'obtention du droit de vote des femmes et d'éligibilité en 1918, Adelheid Steinmann se porte candidate pour le Reichstag lors des élections législatives de 1919, mais elle cède finalement sa place sur la liste à Marie Elisabeth Lüders, qui est élue députée.
À Bonn, Adelheid Steinmann devient l'une des premières magistrates.
Elle est la mère d'un fils. Un de ses quatre petits-enfants est Wulf Steinmann, recteur et président de l'université Louis-et-Maximilien de Munich de 1982 à 1994 et membre de l'Académie européenne des sciences et des arts.
Une rue du quartier Rieselfeld de Fribourg-en-Brisgau, porte le nom d'Adelheid-Steinmann-Straße.

## Principales publications
- Die höhere Mädchenbildung, Vorträge gehalten auf dem Kongreß zu Kassel. Leipzig/Berlin 1908.
- Die Forderung politischer Neutralität im Frauenstimmrecht. – Die Frau, Bd. 17 (1909/1910), p. 641–648.
- Frauenbewegung und Parteipolitik. – Die Frau, Bd. 19 (1911/12), p. 481–486.
- Zwei Frauenurteile über Mann, Frau und Familie. – Die Frau, Bd. 20 (1912/1913), p. 153–159.
- Wieder einmal das Oberlyceum und seine Freunde. – Die Frau, Bd. 21 (1913/1914), p. 370–374.
- Die Frau in der Familie. – Jahrbuch des Bundes Deutscher Frauenvereine. 1918, p. 31–49.